# Jak zawsze
Jak zawsze – powieść społeczno-obyczajowa i polityczna z gatunku historii alternatywnej Zygmunta Miłoszewskiego z 2017. Miłoszewski porzucił w niej wątki kryminalne, ważne dla jego wcześniejszej twórczości (m.in. trylogii o Teodorze Szackim). Tytuł powieści wziął się od nazwy francuskiej piosenki Comme d’habitude z 1967 (dosł. Jak zawsze), której melodia później została wykorzystana w My Way, napisanej przez Paula Ankę dla Franka Sinatry.

## Fabuła
Para osiemdziesięciolatków – Grażyna i Ludwik – w dniu 50. rocznicy swojego pierwszego stosunku, 23 stycznia 2013, cofa się w czasie dokładnie do tego dnia, by na nowo przeżyć swoją młodość. Okazuje się, że w Polsce zbiegiem różnych okoliczności politycznych po drugiej wojnie światowej nie rządzą komuniści, ale sojusz socjaldemokratyczno-chłopski pod przywództwem prezydenta Eugeniusza Kwiatkowskiego, a kraj stoi pod silnymi wpływami Francji. Wszystko zaczyna się zmieniać, gdy na popularności zyskuje promoskiewska Unia Słowiańska, której przewodzi Edward Gierek. Bohaterowie decydują się sprawdzić, jak mogłoby potoczyć się ich życie, gdyby podążyli oddzielnymi ścieżkami. Wydarzenia głównej części powieści toczą się od 23 stycznia do jesieni lub zimy roku 1963.

## Bohaterowie
- Grażyna i Ludwik
- Iwona – była żona Ludwika
- Adam – dawny kochanek Grażyny
- Wanda – przyjaciółka Grażyny
- Lucyna – przyjaciółka Grażyny i Ludwika

## Nagrody
Książka wygrała Plebiscyt Bestsellery Empiku 2017 w kategorii literatura polska, plebiscyt czytelników Róża Gali 2018 w kategorii literatura oraz plebiscyt czytelników Książka Roku 2017 w kategorii literatura piękna portalu LubimyCzytać.pl.

## Recenzje prasowe
- Dariusz Nowacki: Zygmunt Miłoszewski nie potrafi pisać bez gatunkowej podpórki. Ale czy to źle? Nowa powieść „Jak zawsze” to intrygująca „komedia ironiczno-romantyczna”. Wyborcza.pl, 2017-11-27. [dostęp 2019-02-13].
- Eliza Szybowicz: „Jak zawsze” Zygmunta Miłoszewskiego. Alternatywna wizja Polski lat 60. jako francuskiej kolonii trzyma w napięciu. Dopóki nie poznamy całości. Wyborcza.pl, 2017-11-21. [dostęp 2019-02-13].
- Jerzy Doroszkiewicz: Zygmunt Miłoszewski – Jak zawsze. PolskaTimes.pl, 2017-10-29. [dostęp 2019-02-13].
- Kinga Dunin: Jak zawsze to, co zawsze. KrytykaPolityczna.pl, 2017-12-19. [dostęp 2019-02-13].
- Paulina Małochleb: Polska bez PRL. Polityka.pl, 2017-11-07. [dostęp 2019-02-13].
- Maria Olecha-Lisiecka: Zygmunt Miłoszewski „Jak zawsze” RECENZJA: wiwisekcja narodu i alternatywna historia Polski. Komedia narodowo-erotyczna w dobrym wydaniu. DziennikZachodni.pl, 2017-12-30. [dostęp 2019-02-13].
- Marcin Fijołek: Nowa powieść Miłoszewskiego – „Jak zawsze”. Jak zawsze o Polsce w tle. Aż chce się kłócić, choć bywało lepiej... RECENZJA. wPolityce.pl, 2017-10-31. [dostęp 2019-02-13].